# Urkost
Urkost, Urmedizin oder Urmethodik ist das umstrittene Ernährungs-, Heil- und Lebenskonzept des Bundes für Gesundheit e. V. (BfG). Der Verein ist eine Gründung des Sachbuchautors Franz Konz (1926–2013).

## Konzept
Die Urmedizin geht von der zentralen Aussage aus, dass es sich bei allen Krankheiten um die Folgen einer falschen, nicht mehr artgerechten Ernährung handele. Aus dieser Annahme wird der Umkehrschluss gezogen, dass auch nahezu alle Krankheiten durch eine Rückkehr zur Urkost, einer besonders strikten Form der Rohkost, therapierbar seien. Begründer Franz Konz hatte einst geraten, von der Schulmedizin Abstand zu nehmen und sich selbst mit der Urkost zu therapieren.
Von anderer Rohkost unterscheidet sich die Urkost dadurch, dass nicht nur der Verzicht auf zubereitete Speisen, sondern auch ausdrücklich der Verzehr essbarer Wildkräuter wie Vogelmiere, Löwenzahn, Breitwegerich und Melde eingefordert wird. Konz lehnt das Waschen von Gemüsen und Kräutern ab, weil hierbei Mikroorganismen abgespült würden, die für die Versorgung mit lebenswichtigen Stoffen wie B-Vitaminen essentiell seien. Des Weiteren behauptet er, dass es zur Urkost gehöre, gelegentlich auch Erde zu essen, also u. a. auch anorganische Materie, welche nur durch die Photosynthese der Pflanzen in organische Substanzen umgewandelt werden kann. Zur Deckung des Flüssigkeitsbedarfes reicht es laut Konz völlig aus, saftige Früchte zu konsumieren.
Aus der Sicht von Franz Konz ist seine Urkost im Wesentlichen vegetarisch. Er empfiehlt jedoch, Kleinstlebewesen an Früchten und Grünpflanzen mitzuessen. Ein Wurm in einem Apfel oder einer Kirsche, eine Ameise an einem Blatt habe nach seiner Auffassung noch niemandem geschadet und ergänze die sonst vegetarische Nahrung um Vitamin B12 und Kleinstmengen von tierischem Eiweiß. Dies steht jedoch nicht im Vordergrund der Urkost.
Konz argumentiert sowohl aus Gründen des Tierschutzes als auch aufgrund der stammesgeschichtlichen Entwicklung des Menschen gegen den Fleischkonsum. Der Mensch habe anders als Raubtiere keine Klauen und Reißzähne; er sei aufgrund seiner Physiognomie nicht dafür bestimmt, Tiere zu essen, da er sie nicht häuten könne. Somit ernähre sich der Mensch schon seit Jahrtausenden anders, als man bei der reinen Betrachtung seiner körperlichen Ausstattung erwarten würde.
Weiterhin stellt die Urkost laut Konz’ Buch nicht nur eine Ernährungslehre, sondern ein geschlossenes Weltbild dar. Themenfelder sind neben der Verurteilung von Medizinern als Weißkittelmafia, vollkommener Diskreditierung der evidenzbasierten Medizin und der Propagierung der als wirkungslos geltenden Entschlackung auch Chemtrails. Des Weiteren postuliert das Buch, dass jegliches Versagen der Methode daran läge, dass der Anwender sich nicht konsequent genug daran halte.
Weitere Bestandteile des Konzeptes sind tägliches „Urtraining“ und Singen.

## Kritik
Gegen das von Konz entwickelte Konzept spricht jedoch, dass Werkzeuggebrauch, Jagd und Fleischverzehr bereits sowohl für seine Vorfahren als auch für den anatomisch modernen Menschen (Homo sapiens) selbst dokumentiert sind. Wissenschaftlich geht man heute davon aus, dass der Mensch nur durch den Verzehr von Fleisch in der Lage war, das Gehirn in seiner heutigen Größe zu entwickeln. Ebenfalls ist der Verdauungsapparat des Menschen für die energieeffizientere omnivore Ernährung ausgelegt.
Eine Studie der Universität Gießen stellte fest, dass es bei ausschließlicher Rohkosternährung aufgrund des beobachteten Proteinmangels vermehrt zu Mangelerscheinungen, unter anderem Anämien kommen könnte. Die Deutsche Gesellschaft für Ernährung (DGE) rät daher von einer ausschließlichen Rohkosternährung ab, die American Dietetic Association warnt ebenfalls vor Mangelerscheinungen.

## Todesfall
2004 kam ein 16 Monate alter Junge, der nach den Lehren von Konz ernährt wurde, zu Tode, nachdem seine Eltern sich aufgrund der Hypothesen von Konz weigerten, eine Lungenentzündung ärztlich behandeln zu lassen. Das Kind wog lediglich 4 kg, obwohl in diesem Alter mindestens 10 kg üblich sind.